# Onorio Marinari

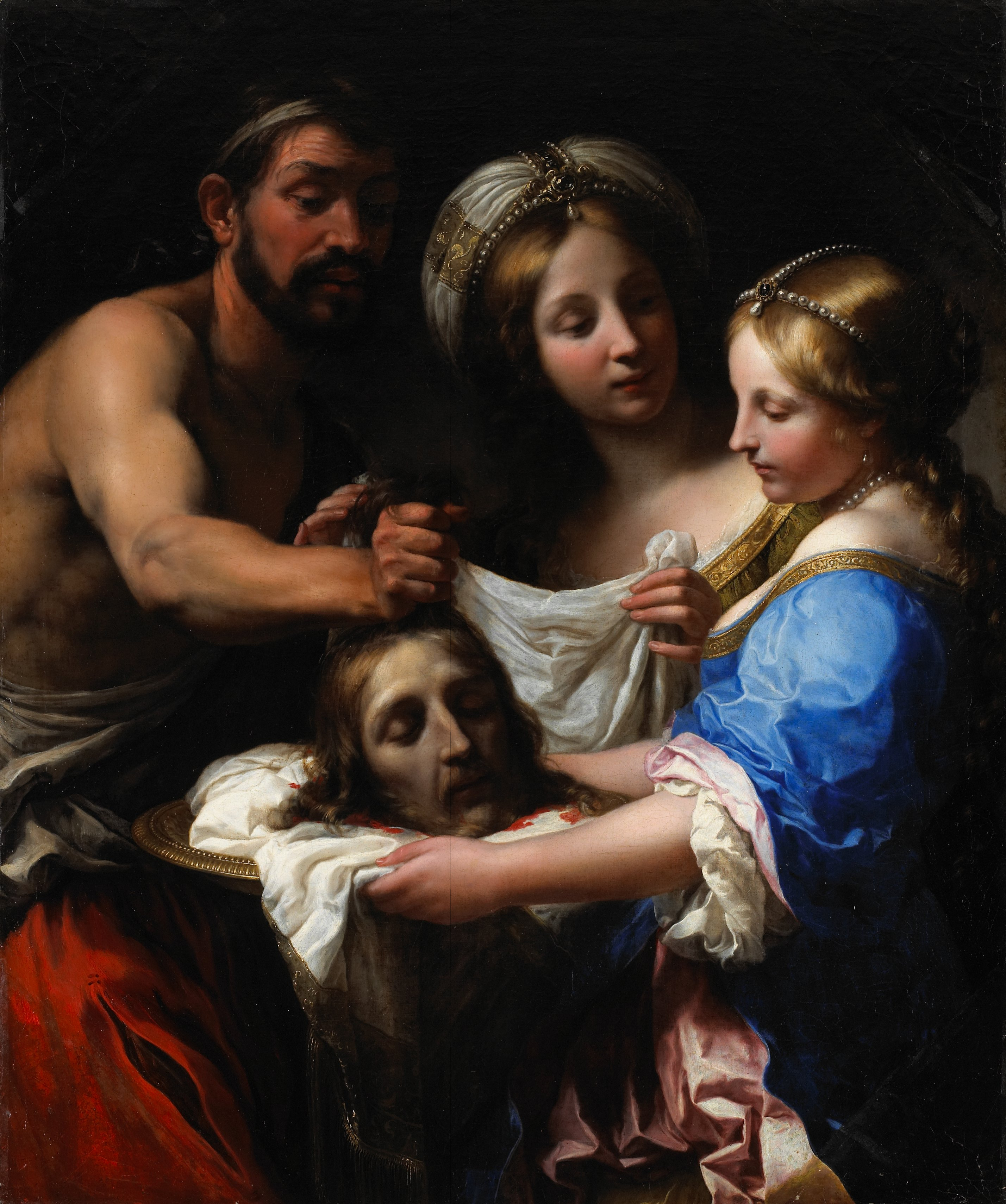
Salomé con la cabeza del Bautista

Onorio Marinari (Florencia, 3 de octubre de 1627 - Florencia, 5 de enero de 1715). Pintor italiano, activo durante el Barroco tardío.

## Biografía
Marinari nació en Florencia en 1627, hijo de un pintor relativamente desconocido llamado Gismondo Marinari. Según su primer biógrafo, Filippo Baldinucci, Onorio estudió con su padre antes de entrar en el estudio de su amigo y primo, el más célebre Carlo Dolci. Durante sus primeros años de tutoría, hizo copias de las obras de su maestro. Estas estaban tan bien pintadas que no se distinguían de sus modelos.  Posteriormente, Marinari trabajó en Florencia con el pintor Volterrano.  Luego viajó a Roma y a Lombardía.
Mencionado por primera vez en los papeles de la Academia de Dibujo en 1648, Marinari ocupó importantes cargos dentro de esta institución. Fue elegido cónsul y consejero varias veces y en 1679 se le concedió el título de académico, un privilegio que solo se concede a artistas conocidos y estimados.

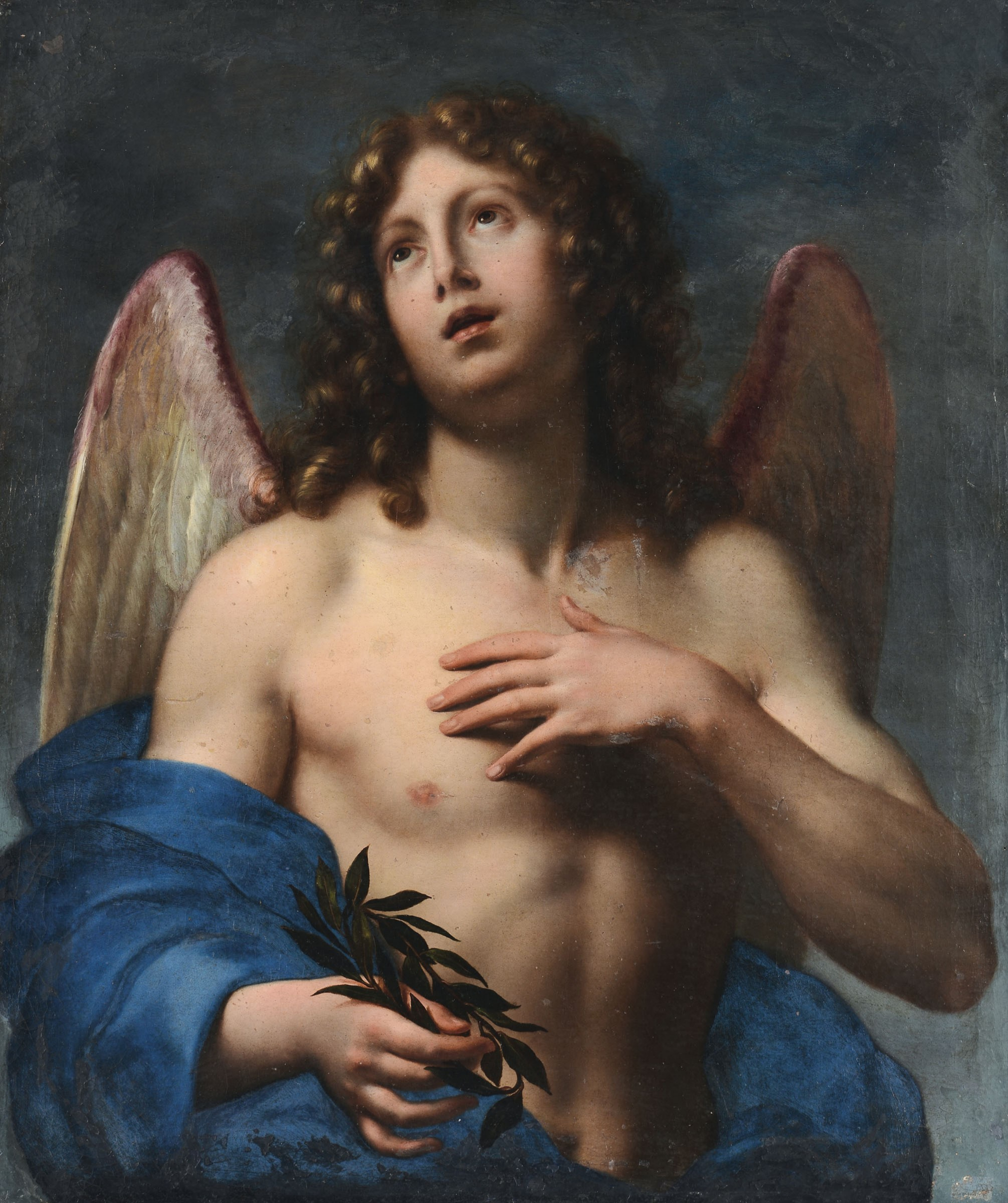
Genio alado

Marinari no solo fue pintor. Marinari también diseñó relojes de sol y en 1674 publicó un tratado sobre su construcción con el título de Fabbrica et uso dell'annulo astronomico instrumento universale per delineare orivoli solari. También era conocido como un consumado violista. Tenía la reputación de ser un hombre piadoso e intensamente religioso.
Bartolomeo Bimbi fue uno de sus alumnos.

## Obra
El hecho de que Marinari no tuviese la costumbre de firmar y datar sus obras ha complicado la inventigación de su legado. El corpus de su obra todavía está pendiente de catalogarse en su totalidad.  Llevó a cabo muchas comisiones religiosas importantes en toda la Toscana, especialmente para los retablos de las iglesias florentinas. También trabajó para clientes privados para los que produjo pequeñas pinturas devocionales.
Inicialmente influenciado por el estilo de su maestro Dolci, gradualmente se acercó a la influencia de artistas como Simone Pignoni y Francesco Furini. En 1707 trabajó como fresquista en el Palazzo Capponi.
Son típicas sus elegantes figuras de medio cuerpo, en la tradición de las que pintó Dolci. La Galleria degli Uffizi conserva un autorretrato de Marinari, realizado cuando el artista ya tenía más de ochenta años.